# Schieferlkreuz

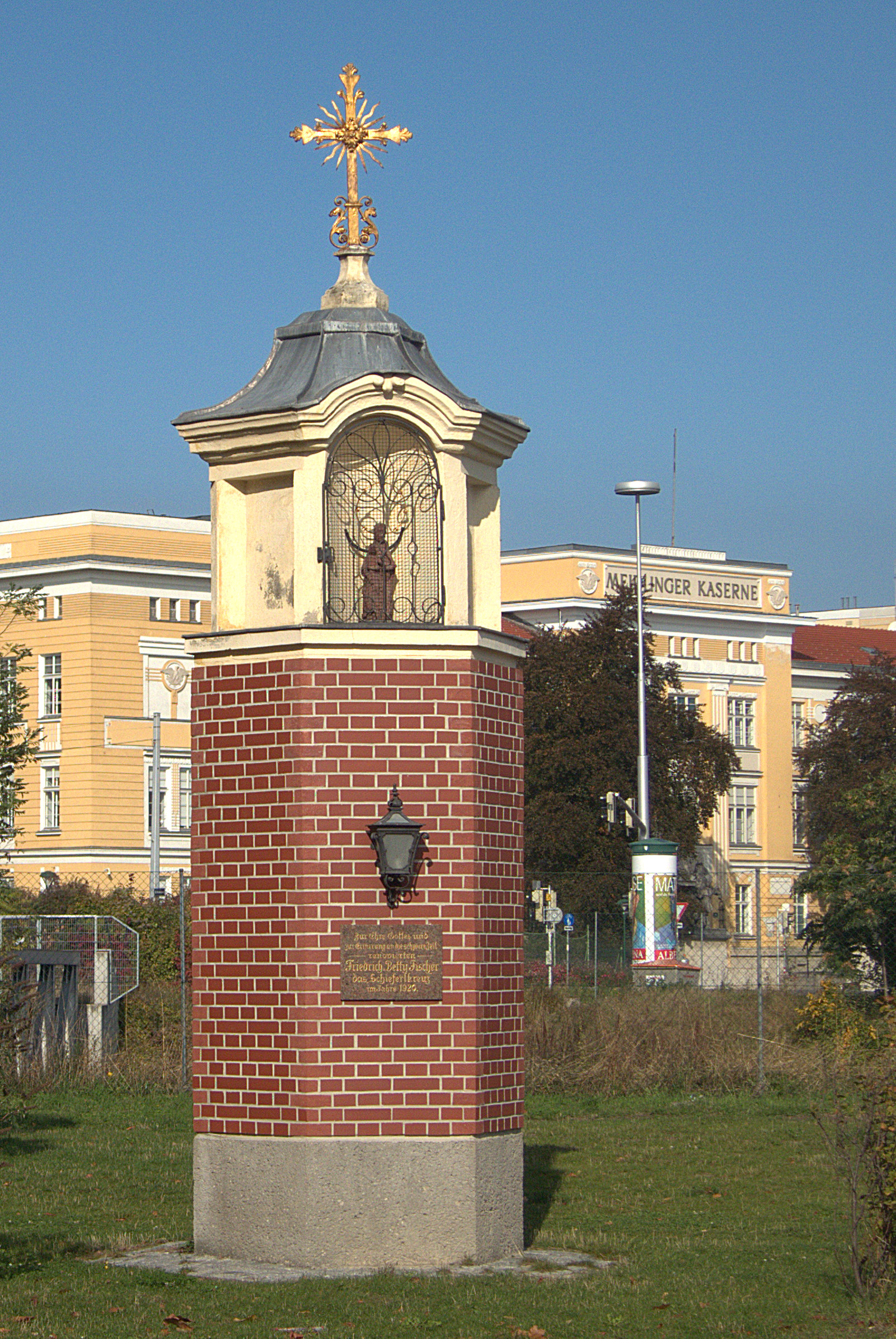
Schieferlkreuz

Das Schieferlkreuz ist ein Bildstock in Wien-Meidling.
Auf einem gemauerten sechseckigen Ziegelpfeiler befindet sich ein Nischenaufsatz, der die Figur einer hölzernen Madonna mit Kind enthält. Der Bildstock wird von einem vergoldeten Schmiedeeisenkreuz bekrönt.

## Geschichte
Das Schieferlkreuz befindet sich an der Ecke Breitenfurter Straße und Wienerbergbrücke. Das auch Weißes Kreuz genannte Schieferlkreuz erhielt seinen Namen nach dem Meidlinger Fleischhauer Josef Schieferl (1786–1847), der den Bildstock auf eigene Rechnung hat herrichten lassen. Wann das ursprüngliche Kreuz entstanden ist, weiß man nicht.
Nach einer Sage soll an der Stelle des Schieferlkreuzes im Mittelalter ein Ritter eingemauert worden sein.
1920 wurde eine Tafel angebracht, aus der hervorgeht, dass Friedrich und Betty Fischer das Schieferlkreuz zur Ehre Gottes und zur Erinnerung an die schwere Zeit renovieren ließen.